# Ipsos
Ipsos S.A. (Institut Public de Sondage d'Opinion Secteur) er en fransk multinational markedsanalyse og konsulentvirksomhed med hovedkvarter i Paris. Virksomheden blev etableret i 1975 af Didier Truchot og selskabet blev børsnoteret i 1999.
I 2011 opkøbte Ipsos Synovate, hvilket gjorde det til verdens tredjestørste analysebureau. Ipsos har kontorer i 88 lande og 16.530 ansatte.